# Telostylinus yapensis
Telostylinus yapensis är en tvåvingeart som beskrevs av Aczel 1959. Telostylinus yapensis ingår i släktet Telostylinus och familjen Neriidae. Inga underarter finns listade i Catalogue of Life.